# Тирнштейн, Юлий Карлович
Тирнштейн Юлий Карлович (1814—1862) — капитан Корпуса корабельных инженеров, старший судостроитель Санкт-Петербургского порта, строитель военных винтовых кораблей, проектировщик и строитель первого в России плавучего деревянного гидравлического пятисекционного дока, основатель российской династии кораблестроителей.

## Биография
Юлий Карлович Тирнштейн родился 10 апреля 1814 года в Санкт-Петербурге в семье австрийского подданного Карла Тирнштейна. Отец покинул Россию осенью 1818 года, а его четырёхлетний сын Юлий остался в Петербурге. В 1828 году Юлий Тирнштейн, по ходатайству тёти Анны Андреевой, был принят воспитанником в Кондукто́рские роты Учебного морского рабочего экипажа.
В 1836 году после успешного окончания учёбы был произведён в кондукто́ры 1 класса Корпуса корабельных инженеров Морского ведомства Российской империи и направлен в Главное Адмиралтейство (Санкт-Петербург), где под руководством подполковника М. Н. Гринвальда принимал участие в строительстве судов: первого в России колёсного пароходофрегата «Богатырь», пароходов «Поспешный» и «Быстрый», фрегатов «Цесаревич» и «Цесаревна», а также в 1839 году учебной гребной яхты для 12-летнего Великого князя Константина Николаевича (будущего реформатора Российского флота), за постройку которой был поощрён полугодовым окладом. В 1841 году — произведён в прапорщики.
С 1840 года был командирован в Кронштадт, где на судостроительной верфи производил исправление более 35 судов Балтийского флота. Там же в 1851 году в Петровском доке начал «строить самостоятельно» по проекту адмирала Ф. Ф. Беллинсгаузена 10-пушечную шхуну «Вихрь», которую «спустил благополучно» в 1852 году.
10 ноября 1853 года корабельный инженер поручик Тирнштейн совместно с генерал-майором М. Н. Гринвальдом и инженер-механиком штабс-капитаном А. И. Соколовым (строителем и будущим начальником Пароходного, ныне Морского завода в Кронштадте), был командирован в Северо-Американские Соединённые Штаты (САСШ) «для исполнения особо возложенных на них поручений по заказу в Нью-Йорке винтового корабля для Балтийский флота России и трёх пароходов для Сибирской флотилии».
Подробный отчёт двух офицеров, надолго задержавшихся в Америке и вернувшихся в Петербург в мае 1856 года, содержал много полезного для разных ведомств России: описания судостроительных заводов, чертежи подъёмного крана, дока, мостов, железных дорог. Несколько привезённых из САСШ моделей судов и механических «дельных вещей» были переданы в Модель-камеру Главного Адмиралтейства. За успешно проведенную командировку Тирнштейн был награждён орденом Святой Анны 3-й степени.
В 1856 году, после представленного обоими офицерами Отчёта по командировке, Генерал-адмиралом В. К. Константином Николаевичем поручено штабс-капитану Ю. К. Тирнштейну построить гидравлический док, «подобный американскому, но сделать его плавучим» (Морского канала в мелководном Финском заливе ещё не было и испытывались большие трудности при отправлении кораблей с верфей Санкт-Петербурга на достройку в Кронштадт). 120-пушечного ранга плавучий гидравлический док из пяти частей был построен Ю. К. Тирнштейном по собственному проекту на Галерном островке Петербурга в 1860 году. Док прослужил Российскому флоту более 20 лет. Позже по подобию уникального деревянного дока был построен железный, также из 5 частей.
В августе 1860 года одновременно с завершением работ по доку старший судостроитель Петербургского порта начал достройку на Галерном островке винтового фрегата «Дмитрий Донской». «По воле Его Императорского Высочества В. К. Генерал-адмирала» капитану Ю. К. Тирнштейну поручено также построение двух винтовых клиперов — «Алмаз» и «Жемчуг».
За 15 лет безупречной службы был награждён Знаком отличия беспорочной службы — XV лет и бронзовой медалью на Андреевской ленте «В память войны 1853—1856».
С января 1861 года старшему судостроителю капитану Тирнштейну было поручено заведование Галерным островком и водолазным колоколом. Приказом по флоту 1 января 1862 года «за полезные труды» по постройке фрегата «Дмитрий Донской» (спущен на воду в 1861 году) и клиперов «Алмаз» и «Жемчуг» старшему судостроителю Санкт-Петербургского порта, Корпуса корабельных инженеров капитану Тирнштейну 1 января 1862 года была объявлена Генерал-Адмиралом Константином Николаевичем «Совершенная благодарность» в приказе по флоту (Монаршие благодарности (высочайшие) приравнивались к 1 году службы). За время службы Тирнштейн дважды досрочно повышался в чине.
3 апреля 1862 года Юлий Карлович Тирнштейн скоропостижно скончался в возрасте 48 лет. Похоронен на Смоленском лютеранском кладбище в Санкт-Петербурге.

## Семья
- Жена — Генриетта Карловна (фон) Миллер, сестра Фёдора Миллера, однокашника Ю. К. Тирнштейна по училищу, умершего от чахотки за месяц до выпуска.
- Сын — Тирнштейн, Роберт Юльевич (1841—1896) — инженер-кораблестроитель, старший судостроитель Николаевского порта; по отставке — инспектор кораблестроения, переименован в действительные статские советники.
- Сын — Тирнштейн Владимир Юльевич (1844—1866) — корабельный инженер, в 1864 году окончил Инженерное и артиллерийское училище морского ведомства, трагически погиб.
  - Внук — Тирнштейн, Константин Робертович (1869—1942) — капитан 1 ранга, старший инженер-механик Николаевского порта, в эмиграции с февраля 1920 года.
  - Внук — Тирнштейн Николай Робертович (1872—1938) — капитан 58 пехотного Прагского полка, участник Русско-японской и Первой мировой войн, в эмиграции с февраля 1920 года (на танкере «Баку»).
  - Внук — Тирнштейн Фёдор Робертович (1876—1941) — остался с семьёй в Николаеве.
    -       - Праправнучка — Кузнецова Камилла Эдуардовна — историограф рода Тирнштейнов[9].